# قانون ۳٫۵٪
قانون ۳٫۵٪ (به انگلیسی: 3.5% rule) مفهومی در علوم سیاسی است که بیان می‌کند هرگاه ۳٫۵ درصد از جمعیت یک کشور به‌طور مسالمت‌آمیز علیه حکومت اعتراض کنند، آن حکومت به احتمال زیاد سقوط خواهد کرد. این قاعده توسط اریکا چنوت در سال ۲۰۱۳ میلادی فرموله شد و ریشه در ایده‌های مارک لیچباخ - دانشمند علوم سیاسی - دارد که نخستین بار در سال ۱۹۹۵ در کتاب معمای شورشی: اقتصاد، شناخت و جامعه منتشر شده بود.‌

## فرمولاسیون
چنوت و ماریا استفن در مطالعهٔ خود، نرخ موفقیت جنبش‌های مقاومت مدنی از سال ۱۹۰۰ تا ۲۰۰۶ میلادی را بررسی کردند. تمرکز این پژوهش بر تلاش‌های خشونت‌بار و بی‌خشونت جهت تغییر رژیم در آن بازهٔ زمانی بود. برای اینکه یک جنبش به عنوان جنبشی موفق طبقه‌بندی شود، باید ظرف یک سال از اوج مشارکت مردمی به اهداف خود دست یابد و معیارهای سختگیرانه‌ای را برای عدم خشونت برآورده کند. با مقایسهٔ آمار ۳۲۳ کمپین خشونت‌بار و بی‌خشونت، استفن و چنوت نشان دادند که تنها ۲۶٪ از قیام‌های خشونت‌آمیز در مقابل ۵۳٪ از کمپین‌های بی‌خشونت به موفقیت رسیده‌اند. همچنین از میان ۲۵ جنبش بزرگ مورد مطالعه، ۲۰ مورد بی‌خشونت بودند و جنبش‌های بی‌خشونت به‌طور میانگین چهار برابر بیشتر از جنبش‌های خشونت‌بار مشارکت‌کننده جذب کرده‌اند. یافتهٔ دیگر این بود که جنبش‌های بی‌خشونت در مقایسه با جنبش‌های خشونت‌آمیز، زمینه‌ساز شکل‌گیری حکومت‌های دموکراتیک‌تر بوده‌اند.
چنوت با الهام از یافته‌های مارک لیچباخ در کتاب معمای شورشی: اقتصاد، شناخت و جامعه (۱۹۹۵)، قاعده‌ای دربارهٔ سطح مشارکت لازم برای موفقیت جنبش‌ها تدوین کرد و آن را «قانون ۳٫۵ درصد» نامید. لیچباخ پیش‌تر ادعا کرده بود که ۵٪ جمعیت برای سرنگونی یک دولت کافی است، و معتقد بود هیچ جنبش مخالفی به‌دلیل معضل مفت‌سواری نمی‌تواند از این آستانه فراتر رود. چنوت در سال ۲۰۱۳ با استفاده از پایگاه دادهٔ NAVCO 1.1 (جنبش‌های خشونت‌پرهیز و خشونت‌بار و پیامدها)، نظریهٔ لیچباخ را بازبینی کرد. چنوت دریافت که تقریباً تمام جنبش‌هایی که با مشارکت فعالِ حداقل ۳٫۵٪ جمعیت همراه بودند، موفق شدند. همهٔ این جنبش‌های موفق، بدون خشونت بودند. جنبش‌های بی‌خشونت به‌دلیل نیاز کمتر به توان جسمانی یا سلاح، مشارکت گسترده‌تری جذب می‌کنند و همین گستردگی، احتمال موفقیت سیاسی را افزایش می‌دهد. همچنین چنوت هشدار می‌دهد که این قانون را باید یک قاعده سرانگشتی در نظر گرفت، نه یک قانون مطلق و ماهیت آن توصیفی است نه تجویزی. عوامل دیگری چون تکانهٔ جنبش، سازماندهی و رهبری استراتژیک نیز تعیین‌کننده‌اند.
بر پایهٔ جدیدترین پژوهش‌ها، چنوت متوجه شده است که اثربخشی هر دو شکل مقاومت (چه مسالمت‌آمیز و چه مسلحانه) از سال ۲۰۱۰ به بعد کاهش یافته است. وی این پدیده را نتیجهٔ سه عامل می‌داند: ۱. رژیم‌های اقتدارگرا از تجربیات تاریخی آموخته‌اند. ۲. این رژیم‌ها با یکدیگر هماهنگ عمل می‌کنند و ۳. ارتش و پلیس را برای جلوگیری از خروج/فرار نیروها از صفوفشان آموزش داده‌اند. چنوت به جنبش‌های مقاومت مدنی توصیه کرده است که این تحولات را پیش‌بینی کنند و تاکتیک‌های خود را متناسب با آن به‌روزرسانی نمایند.
در میان جنبش‌های موفق منطبق با قانون ۳٫۵ درصد که چنوت به آن‌ها استناد کرده است، می‌توان به انقلاب سدر، برخی از اعتراضات مصر در سال‌های ۲۰۱۲–۲۰۱۳، سقوط کمونیسم در آلبانی، اعتراضات سودان در سال‌های ۲۰۱۹–۲۰۲۲، انقلاب مخملی و انقلاب گل رز اشاره کرد.

## ارزیابی‌ها
ران پانیوکو با وجود تأیید پژوهش‌های پشتیبان این قانون، هشدار می‌دهد که تظاهرات گسترده ممکن است موضع اصلاح‌طلبان نخبه را در برابر تندروها در رژیم‌های اقتدارگرا تقویت کند و این اثر جنبش‌ها فراتر از «کاهش حمایت از حاکمان» است. در مقابل، کایل آر. متیوز استدلال می‌کند که جنبش شورش علیه انقراض از این پژوهش سوءبرداشت کرده است، چرا که داده‌های چنوت و استفن مربوط به تغییرات سیستمیک حکومتی (عمدتاً سرنگونی دولت‌های خودکامه) است و در مورد تغییر در کشورهای لیبرال دموکراتیک صدق نمی‌کند.
ریچارد سیفمن، کارشناس پیشین بانک جهانی خاطرنشان می‌کند که اعتراضات بی‌خشونت در برونئی و بحرین با مشارکت بیش از ۳٫۵٪ جمعیت مواجه شدند، اما نتوانستند به تغییر حکومت منجر شوند. چنوت به این انتقاد اینگونه پاسخ می‌دهد که برونئی و بحرین حکومت‌های پادشاهی کوچکی هستند که توسط متحدان قدرتمند خارجی حمایت می‌شوند (برونئی توسط بریتانیا و بحرین توسط عربستان سعودی). هرچند اندازهٔ مشارکت با موفقیت جنبش همبستگی دارد، اما جنبش‌های بی‌خشونتی نیز بوده‌اند که بدون رسیدن به آستانهٔ ۳٫۵٪ به اهداف خود دست یافته‌اند. سیفمن همچنین مشاهده می‌کند که موفقیت جنبش‌ها علاوه بر مشارکت، به دو فاکتور ائتلاف‌سازی و استفاده اثربخش از رسانه‌های اجتماعی وابسته است، در حالی که اطلاعات نادرست می‌تواند جنبش را تضعیف کند.
الکسی آنیسین به انتقاد از پایگاه دادهٔ NAVCO پرداخته و معتقد است که این مجموعه، قیام‌های بدون خشونت شکست‌خورده و همچنین انقلاب‌های خشونت‌آمیز موفق را حذف کرده است. او اشاره می‌کند که مطالعهٔ NAVCO در طبقه‌بندی خود اشتباهاتی دارد و مقاومت خشونت‌آمیز غیرمسلحانه، مانند استفاده از چوب، سنگ و آتش زدن ماشین‌ها را که در موفقیت برخی از انقلاب‌ها نقش اساسی داشته است، نادیده می‌گیرد.

## در اعتراضات
فعالان جنبش اقلیمی، «قانون ۳٫۵ درصد» را به‌عنوان هدف مشارکتی خود مطرح کرده‌اند و استدلال می‌کنند که اگر این میزان از جمعیت (۳٫۵٪) به جنبش بپیوندند، تغییرات حتمی خواهد شد. اما نشریهٔ اکونومیست در تحلیلی تأکید می‌کند که دستیابی به چنین سطحی از مشارکت در شرایط کنونی فاصلهٔ معناداری با واقعیت دارد.

در سال ۲۰۲۵، قانون ۳٫۵ درصد در اعتراضات علیه دونالد ترامپ - به‌ویژه در مخالفت با سیاست‌های مهاجرتی آمریکا - به ابزاری راهبردی تبدیل شد. اعضای جنبش ۵۰۵۰۱ در ۵ آوریل ۲۰۲۵ تظاهرات «دست‌ها رو بکشید» (Hands Off) را سازماندهی کردند و در بیانیه‌ای اعلام کردند:
«پنجم آوریل چهارمین روز اقدام ملی ما بود، و آخرین نخواهد بود. ما متعهد به ایجاد جنبش مردمی مسالمت‌آمیز و دستیابی به مشارکت ۳٫۵٪ هستیم. تاریخ ثابت کرده است که وقتی تنها ۳٫۵٪ جمعیت به مقاومت پایدار و بی‌خشونت بپیوندند، تغییرات دگرگون‌کننده اجتناب‌ناپذیر است.»
در تظاهرات نه به پادشاهی ژوئن ۲۰۲۵، برآوردهای مردمی با محاسبات سرانگشتی نشان داد که طیف مشارکت ۴ تا ۶ میلیون نفر و معادل: ۱٫۲ تا ۱٫۸٪ از جمعیت آمریکا بوده است.